# Hefei
Hefei (chiń. 合肥市; pinyin Héféi shì) – miasto o statusie prefektury miejskiej we wschodnich Chinach, ośrodek administracyjny prowincji Anhui. W 2010 roku liczba mieszkańców miasta wynosiła 5 702 466. Prefektura miejska w listopadzie 2000 roku liczyła 4 467 384 mieszkańców, a 1999 roku – 4 375 742 mieszkańców. Ośrodek hutnictwa żelaza oraz przemysłu maszynowego, elektronicznego, bawełnianego i spożywczego; miasto posiada własny port lotniczy.
W mieście znajduje się stacja kolejowa Hefei oraz port lotniczy Hefei Xinqiao.

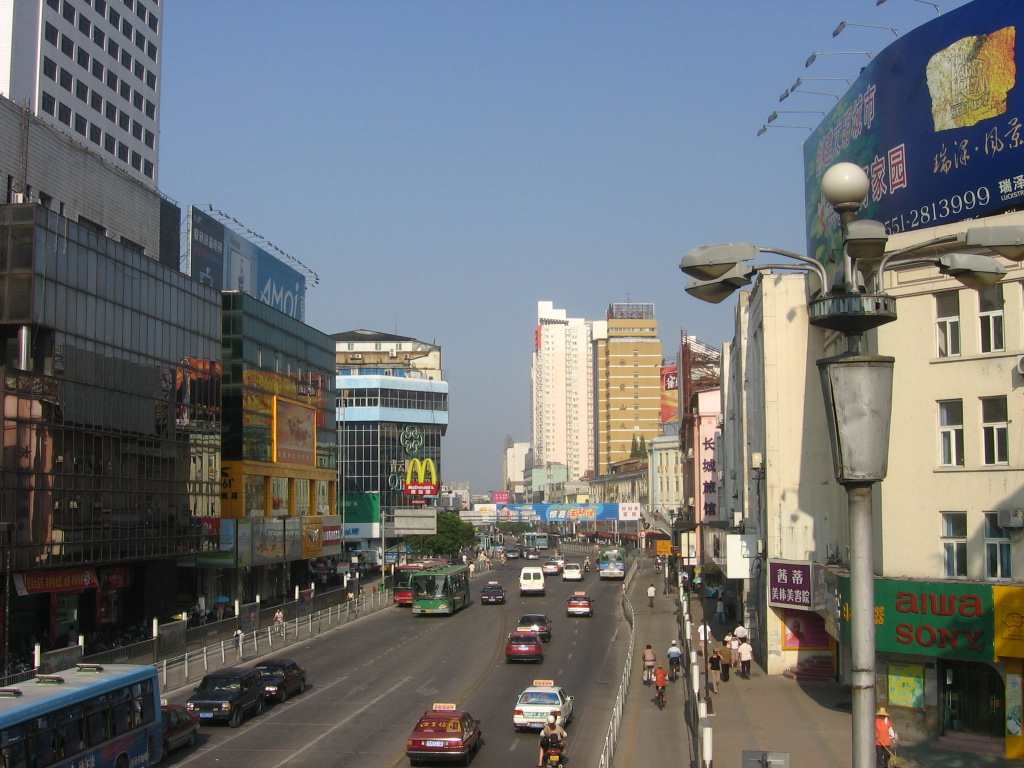
Centrum Hefei

## Podział administracyjny

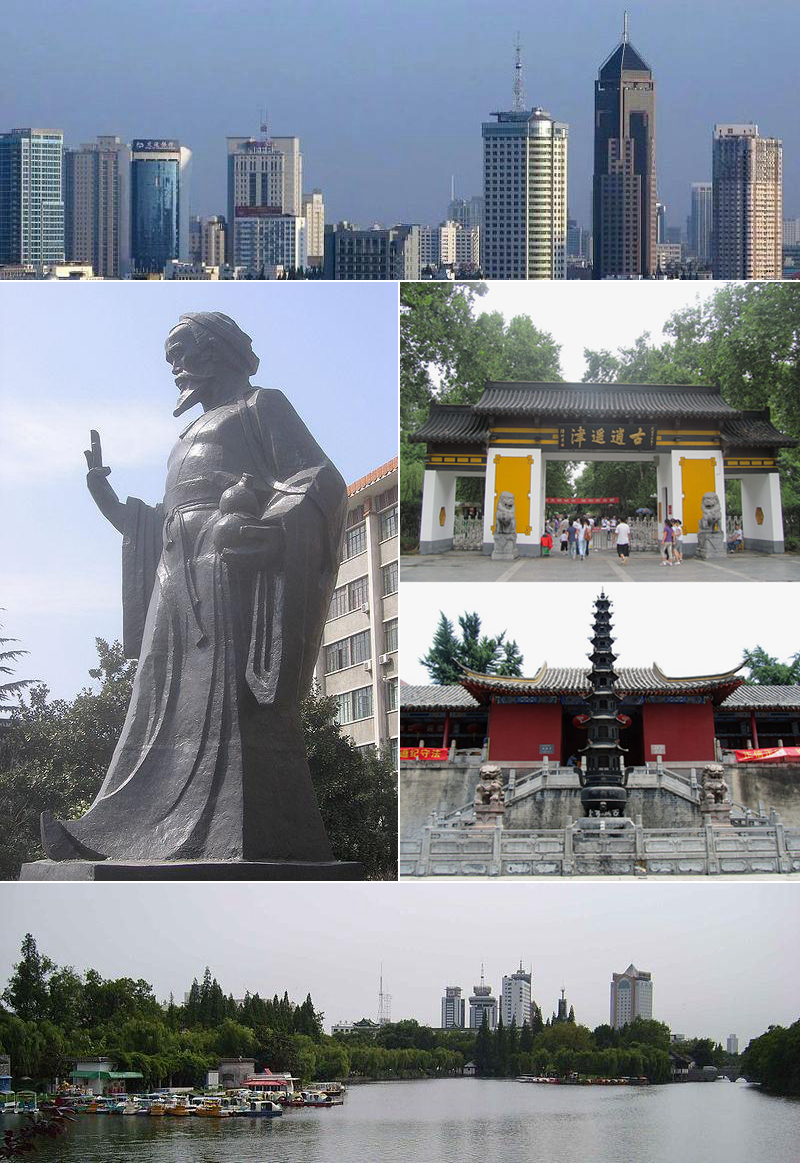
Hefei – kolaż zdjęć

Prefektura miejska Hefei podzielona jest na:
- 4 dzielnice: Yaohai, Luyang, Shushan, Baohe,
- miasto: Chaohu,
- 4 powiaty: Changfeng, Feidong, Feixi, Lujiang.

## Miasta partnerskie
- Kurume, Japonia
- Freetown, Sierra Leone
- Bużumbura, Burundi
- Columbus, Stany Zjednoczone
- Aalborg, Dania
- Lleida, Hiszpania
- Wonju, Korea Południowa
- City of Darebin, Australia
- Belfast, Wielka Brytania